# Banloc
Banloc (Duits: Banlok, Hongaars: Bánlak) is een gemeente in het Roemeense district Timiș en ligt in de regio Banaat in het westen van Roemenië. De gemeente telt 4435 inwoners (2005). De gemeente staat bekend om het Banlokkasteel (Castelul Banloc).

## Geschiedenis
In 1400 werd Banloc gesticht onder de (Hongaarse) naam 'Byallak'. Tussen 1723 en 1725 werd 'Byallak' hernoemd. Voortaan heette het dorp 'Banlok'. In 1759 werd er een kasteel gebouwd, het Banlokkasteel.

## Geografie
De oppervlakte van Banloc bedraagt 173,6 km², de bevolkingsdichtheid is 26 inwoners per km².
De gemeente bestaat uit de volgende dorpen: Banloc, Dolaț, Livezile, Ofsenița, Partoș, Soca. Banloc ligt op 81 m boven zeeniveau.

## Demografie
Van de 4545 inwoners in 2002 zijn 3443 Roemenen, 231 Hongaren, 74 Duitsers, 290 Roma en 507 van andere etnische groepen. Op 1 januari 2005 telde Banloc 4435 inwoners waarvan 2219 personen een man was en 2216 een vrouw. Op 31 december 2004 telde Banloc 1726 huishoudens. In 2002 was 88,82% Roemeens-orthodox, 8,38% rooms-katholiek en 0,15% gereformeerd. De gemiddelde leeftijd is in Banloc 38,28 jaar.
Onderstaande figuur toont het verloop van het inwoneraantal vanaf 1880.

## Politiek
De burgemeester van Banloc is Cornel Toța (PSD).

Onderstaande staafgrafiek toont de uitslagen van de gemeenteraadsverkiezingen van 6 juni 2004, naar stemmen per partij. 

## Onderwijs
Banloc heeft 6 basisscholen in Banloc, Livezile, Dolaț, Ofsenița, Partoș en Soca en 6 kinderdagverblijven in Banloc, Dolaț, Livezile, Ofsenița, Partoș en Soca.
Balinț · Banloc · Bara · Bârna · Beba Veche · Becicherecu Mic · Belinț · Bethausen · Biled · Birda · Bogda · Boldur · Brestovăț · Cărpiniș · Cenad · Cenei · Checea · Chevereșu Mare · Comloșu Mare · Coșteiu · Criciova · Curtea · Darova · Denta · Dudeștii Noi · Dudeștii Vechi · Dumbrava · Dumbrăvița · Fibiș · Fârdea · Foeni · Gavojdia · Ghilad · Ghiroda · Ghizela · Giarmata · Giera · Giroc · Giulvăz · Gottlob · Iecea Mare · Jamu Mare · Jebel · Lenauheim · Liebling · Lovrin · Margina · Mașloc · Mănăștiur · Moravița · Moșnița Nouă · Nădrag · Nițchidorf · Ohaba Lungă · Orțișoara · Parța · Pădureni · Peciu Nou · Periam · Pietroasa · Pișchia · Racovița · Remetea Mare · Sacoșu Turcesc · Saravale · Satchinez · Săcălaz · Secaș · Sânandrei · Sânmihaiu Român · Sânpetru Mare · Șag · Şandra · Știuca · Teremia Mare · Tomești · Tomnatic · Topolovățu Mare · Tormac · Traian Vuia · Uivar · Valcani · Variaș · Victor Vlad Delamarina · Voiteg